# متی‌کلوتیازید
متی‌کلوتیازید (انگلیسی: Methyclothiazide) یک داروی ادرارآور تیازیدی است.